# إيرما أدلاوان
إيرما سانتونيل أدلاوان (ولدت في 7 مارس 1962) هي ممثلة مسرحية وتلفزيونية وسينمائية فلبينية. تُلقب بـ "ملكة السينما المستقلة" لبراعتها في التمثيل ومساهمتها الاستثنائية في صناعة السينما الفلبينية.

## روابط خارجية
- إيرما أدلاوان في قاعدة بيانات الأفلام على الإنترنت